# Stypandra
Stypandra é um género botânico pertencente à família Hemerocallidaceae.
1. ↑  «Stypandra — World Flora Online». www.worldfloraonline.org. Consultado em 19 de agosto de 2020